# Platydorina
A Platydorina a valódi zöldmoszatok törzsének egy nemzetsége, mely a Chlorophyceae osztályba, a Volvocales rendbe és a Volvocaceae családba tartozik.